# 环球时报
《环球时报》（英語：Global Times），是中共中央直属事业单位人民日报社主办的国际新闻报纸，于1993年1月在北京创办，拥有《环球时报》中文版、英文版、环球网、环球舆情调查中心及子报《生命时报》《讽刺与幽默》，带有强烈的中國民族主義色彩，语言风格较其他官方媒体更为通俗、直白和激进。

## 历史
1993年1月3日，由《人民日报》国际部主办的周报《環球文萃》创刊，每周出版一期，版式为四开八版。
1997年，更名為《環球時報》，扩至四开十六版。1999年扩至二十四版，发行量突破100万份。
2000年，推出《环球时报周二版》，2001年正式改为每周发行两期，发行量突破200万份。
2003年，推出《环球时报·生命周刊》，由每周两期增至每周三期。
2005年1月5日，人民日报社把漫画报纸《讽刺与幽默》划转《环球时报》管理。7月22日，《环球时报》发行第1000期报纸。
2006年1月起，《环球时报》由每周三期增至每周五期，改为日报形式，逢周一至五出版，周一至四16版，周五24版。旗下子报《环球时报·生命周刊》改名为《生命时报》。
2007年11月15日，《环球时报》官方网站环球网正式开通。
2009年4月20日，《环球时报》英文版创刊，这是中国第二份面向全国发行的英语综合性报纸，目标读者群主要为外籍人士和在中国的英文讀者。
2010年7月，该报开通新浪微博，2013年开通微信公众号，并形成了正能量品牌“耿直哥”。
2011年，《环球时报》改为周一到周六出版，周一到周五16版，周六8版。
2018年，报纸入选2017年全国百强报纸推荐名单。

## 风格
环球时报社拥有《环球时报》中文版、英文版、环球网、环球舆情调查中心、《生命时报》、《讽刺与幽默》等子品牌。

### 中文版
《環球時報》中文版对日本、美國及台湾的新闻较为关注，具民族主義而时常招致争议，被称为“中国的福斯新聞頻道”、“商业民族主义”报纸，英国《金融时报》中文网专栏作家徐达内认为其成功方式“部分在于吸引中国新的民族主义，为拥护增强中国军力和批评西方的某些做法提供版面”。在解读中国外交政策领域具有一定权威性。因《人民日報》在全球各地派驻人数众多的特派或特約記者，《環球時報》也以此為獨家特色資源，使之刊發的文章受到中國大陸與海外同行的高度關注。
《环球时报》中文版的报道如《美国又叫嚷受中国排挤》、《日美相互怂恿防中国》、《美国你别瞎搅和》、《日本右翼人性何在》等，因使用强烈的煽动性标题而引来多方批评。为此报社在2004年由社委会召开了一次重要会议，时任总编何崇元要求采编人员转变思想，达成共识，“摒弃冷战心态，客观看待中外矛盾；避免情绪化，文章标题、内容、措辞要稳妥、平和、客观；消息和资料来源要真实、可靠”。
《南方人物周刊》援引观点指，《环球时报》在对外抗争上，采用发展新闻学的姿态，强调民族利益、国家立场，是有合法性和政治意义的。但是在国内报道时，中国很多苦难、社会危机和阶层冲突，在《环球时报》中甚少被涉及，有时还在故意遮掩。因此，有读者会在读《环球时报》时，假设其作为外交宣传的选择性发声有正当性，而同时也会认定：其作为内政新闻的选择性遮蔽有不正当性。曾在环球任职的Richard Burger透露，就在艾未未刚被捕时，他被要求参与发起一场“假冒独立评论”的运动来将艾描述成一个“标新立异者”。
自由派人士、北京外国语大学新闻系教授展江曾批评，《环球时报》中文版在国际摩擦报道中表现出强大的民族主义等做法。身为自由派的展江以他最近所看到《环球时报》关于中国和印度媒体的文章为例，《环球时报》改变了原文词汇的意思，他希望中国媒体在国际事务的报道中同样要严格遵守客观、公正追求真相的职业底线。石英财经网记者Zheping Huang认为，《环球时报》是中国最好战的小报，以其鹰派、侮辱性的社论而闻名，可以反映包括外交部和国安部门等中国官员实际认同但不便于公开发表的观点。《外交学者》在一篇题为《中国对美国民主的虚伪态度》的文章中称，环球时报的语气带有“报复、嘲笑、讥讽和不那么隐蔽的威胁”。

### 英文版
《环球时报》英文版在创刊之初比起中文版显著溫和，会刊登一些中文版不会报道的新闻、独家采访和甚至立场相反的报道，如访问防火长城之父方滨兴（Great Firewall father speaks out）；艺术家艾未未2010年在北京长安街的游行及其2011年出狱后的首次受访；外国记者在华采访被骚扰；LGBT友好内容等。2012年3月，英文版刊登报道称民调中63%的受问者希望中国实行西方式民主。英文版内容与立场与中文版后趋于一致。

## 批评和争议

### 报道篡改罪名指控
《环球时报》和多家中国媒体在报道一名中国在美留学生写信表示要放火烧学校而被起诉时，将罪名“恐吓威胁”（Terroristic Threats）误译成“恐怖主义威胁”（Terrorist Threats）。

### 日本不报道奥斯威辛解放周年假新闻
在日评论家郑若思曾指出2005年奧斯威辛集中營解放60周年期间，《环球时报》发布不实报道称日本不报道奥斯威辛解放周年。

### 看待中国腐败现象报道争议
2012年5月下旬，《环球时报》发表了一篇要求中国民众正确看待中国目前的腐败现象无法彻底压制的评论文章，引發“适度腐败”论，遭到许多网民、著名改革派知识分子与《中国青年报》、《中国改革》杂志、腾讯等其他媒体同行的批评，认为这是在为腐败开脱和误导国人；而主编胡锡进则反驳称，文章的意思是被人歪曲并“妖魔化”了。

### 滥用他人名义发表文章
2012年，澳洲國立大學国家安全学院院长罗里·梅德卡尔夫曾经受《环球时报》访问，但在他从未答应写作评论文章的情况下，《环球时报》英文版以他的名义发表了评论文章，并被他认为扭曲了自己的观点。之后，《环球时报》英文版发表了道歉声明。

### “三个敢言无讳的学者”报道
2011年3月30日，《环球时报》英文版以“Three outspoken academics”（三个敢言无讳的学者）为题对张鸣、陈丹青和贺卫方作了报道。贺卫方在微博上说，“我们又一次看到，在中国，媒体管理尺度的‘内外有别’。该报中文版也能如此坦率真诚，尊重事实，遵循传媒伦理，那该多好。”

### 歧视女性文章
2013年5月，《环球时报》英文版刊登了一篇作者署名Amulet Mok的文章《不要和处女睡觉》，内容涉嫌侮辱中国人和歧视女性。文章中有这样的字句：“有时候中国女人和北京的雾霾一样有毒”、“安全套就像女人，它们有时候很讨厌，但你做爱时不能没有它们”，引起舆论哗然。

### 胡锡进利用公款报销经费事件
2013年6月，环球时报社与德国罗伯特·博世基金会合作举办第四届“中德媒体论坛”，论坛活动结束后，《環球時報》总编辑胡锡进在未经报批情况下，擅自变更路线组织参会嘉宾到波兰活动3天，并利用公款报销相关经费。2015年9月，人民日报编委会发布文件，决定给予公款旅游责任人胡锡进警告处分。2016年1月28日，中纪委、监察部网站发布的《人民日报编委会关于巡视整改情况的通报》中确认了相应的整改情况。

### 使用色情电影载图作为报道
2013年8月，《環球時報》網站刊載以「女囚死刑實錄 揭世界最黑暗一面」為題的圖輯新聞，聲稱揭露死囚接受死刑的情況，而圖片則顯示一個穿著性感的女子被綁在手術床上掙扎的情形，後來有網站發現，圖片並非死刑實錄，而是外國一部色情電影《Lethal Injection》的截圖。

### 错误报道俄罗斯将打击沙特假新闻
2013年9月，環球網转载据称出自伊朗法尔斯通讯社的消息：“普京下令若西方攻叙利亚，俄罗斯将打击美国盟友沙特”，但这条消息之后被俄罗斯之声（现俄罗斯卫星广播电台）的新浪微博指出是美国程序员David Booth伪造的。

### 指云南地震前线的“浑水泡面”报道为“假新闻”
2014年8月云南鲁甸地震，央广旗下的中国之声前线记者报道救灾前线的官兵用污水泡面的情况。《环球时报》称这一报道“别有用心”，是虚假新闻。随后，中国之声放出现场视频反驳，证明前方记者亲历此事，新闻绝对真实，并指《环球时报》记者没有经过调查就发表不负责任的言论。《环球时报》要闻版主任郝珺石才以个人名义道歉。

### 篡改言论
2015年10月，哈佛大学历史和政治学教授马若德在北京大学主办的首届世界马克思主义大会上谈及“中国梦”时表示，习近平的中国复兴说“在智识上是一个不连贯、不广泛、缺乏力量的理念，不足以与西方思想抗衡。”但《环球时报》英文版把马若德的话改成了，“中国梦”将会对人类发展做出巨大贡献，发挥积极影响。之后，马若德在电子邮件中称这个引述“完全是捏造的”。随后《环球时报》英文版删除了这句话。

### 报道馬英九
2015年11月，馬習會在新加坡開幕，《環球時報》在微博上称台湾總統馬英九點名的提問記者“也是安排好的”，台湾前立委、媒体人陈文茜对此解释称台湾政客对记者比较熟悉，能够叫出名字。美国之音引述网友言论称，“也”字用得好。

### 中央網信辦约谈《环球时报》
2016年5月12日，中央網信辦向各大新聞網站傳達對《環球時報》下屬環球網的批評意見。根据傳達的通報內容，中央網信辦在5月9日约谈《环球时报》、环球网有关领导，批评《環球時報》和環球網屢次渲染炒作涉美國、朝鮮、南海、台灣、香港的敏感事件，擾亂互聯網傳播秩序。網信辦要求環球網用一個月時間整改，規範有關管理制度，進一步健全稿件編發審核流程，對全體采編人員進行教育，以提高政治意識、大局意識、核心意識和看齊意識。

### 胡乱报道新加坡与南海新闻
2016年9月，《环球时报》刊登了一篇题为《不結盟運動首腦會新加坡妄提南海仲裁》的新闻。新加坡驻華大使罗家良批评该文「胡编乱造」，引發軒然大波，罗還要求《环球时报》全文刊登他致该报总编辑信函的中英文版本，以让读者了解事实，避免新中两国的亲密友谊受影响。主编胡锡进則反駁大使，稱该报记者來源可靠，根据参加会议的知情人士介绍写成的，但此報導中没有刊登罗家良所要求的信函。同時，中華人民共和國外交部也透過發言人表達對報紙言論的認同之意。對此回應，新加坡方面則依舊如故，重申所謂匿名人士的指控報導不實，罗家良並指出，对于他之前回复中所附上的信函，胡一字未提。在此，他重新附上此信，以便胡锡进关注。

### 声称俄罗斯每年代孕出产婴儿高达每年10万
2017年3月28日，《环球时报》刊登了《俄罗斯每年代孕十万婴儿 是否禁止代孕引发争论》。并且将数据来源归结为“俄人类生殖协会公布的数据显示”。但是俄罗斯人类生殖协会RAHR并没有记载如此夸张的数据。2022年5月26日，俄罗斯禁止外国人在俄代孕时，《环球时报》又强调“在过去几年里，外国人从俄罗斯带走了4.5万名代孕母亲所生的孩子。而俄罗斯人类生殖协会估计，实际情况是这一数字的10倍。”然而RAHR在2019年就已没有更新相关数据。该消息一度被在2022年俄羅斯入侵烏克蘭中亲乌克兰的中国网友引用，但后被发现这些数据都没有证据。

### 指控新澳门学社报道争议
2017年9月，時值澳門特區舉行第六屆立法會選舉，環球時報刊出一篇題為《积极支持“台独”“港独” 企图引入激进抗争 澳门“独派分子”想进立法会》的文章，直指「新澳门学社苏嘉豪被视为泛民象征，企图将香港的所谓抗争手法带到澳门社会及立法会」，是企图宣扬“澳門獨立”。香港01指出，把反對派扣帽子成主張獨立或者受到外國勢力支配，是北京常用的政治技倆。研究澳門問題的專家譚志強說，選舉前多年來從未聽過「澳獨」或「獨派分子」，認為有關文章的指控是「完全冤枉」，澳門大學政府與行政學系副教授余永逸擔心如此挑起「獨派」討論會把本身不存在的議題變成存在，情況就像港獨本來是沒有人討論的議題，但當前香港特首梁振英提出「警惕港獨」後，梁振英立即成為「港獨之父」，導致愈來愈多人討論香港獨立的問題，余永逸又指出，港澳兩地政治氣氛不同，澳門人多不認同激進路線，在澳門「反中」或「反共」並無市場。

### 指中日纠纷滑稽社论
2018年10月，《环球时报》发表社论《社评：中日社会需调整心理重塑彼此认识》，声称确立“彼此尊重和共存共荣的大原则”，“中日因钓鱼岛的纷争恶化两国全面关系，不能不说是挺滑稽的一件事”，引起网友的强烈反响。

### 付国豪遇袭事件
2019年8月13日晚，該報记者付国豪在香港机场遭非法禁锢、围殴，引起各界广泛关注。

### 误报黃之鋒被警察逮捕新闻
2019年8月31日晚，《环球时报》記者見到有一名模樣像黃之鋒的男子被警察逮捕，而其他現場目擊者指認被抓捕者為黃之鋒。該記者隨即報導黃之鋒被捕並附上影片。後來黃之鋒出面否認自己被捕，警方也證實環球時報報導的被捕男子並非黃之鋒。環球時報總編輯胡锡进其后在新浪微博贴文就误报致歉。

### 乌克兰国际航空752号班机空难报道
2020年1月8日，伊朗发生击落乌克兰客机事件，11日《环球时报》以头版通栏大标题的形式引述伊朗革命卫队及伊朗政府部门、交通运输组织的说法，称伊朗政府否认击落客机，文章引述了伊朗政府发言人拉比伊“西方说法不合逻辑”、伊朗民航组织主席阿巴德扎德“美国害怕给波音带来更多损失”的言论，并引述二人列举的西方媒体误导大众试图使之相信客机为伊朗击落的证据。结果当日伊朗政府改口承认击落客机。

### 2020年中印边境冲突报道
2020年6月16日，《环球时报》记者王雯雯发推称2020年中印边境冲突中6月15日至6月16日，解放军死亡5人、数十人受伤。随后，她发推称消息来源为推@NewsLineIFE。此消息也被《苹果日报》引用。

### 胡錫進批评争议
2020年9月19日，印度逮捕61歲的記者拉吉夫·夏爾馬（Rajeev Sharma）和一對中國夫妻，原因是這幾個人涉嫌違反《官方機密法》替中國從事間諜活動。夏爾馬曾為《環球時報》撰稿。胡錫進在社交媒體上評論印方對該記者的指控「給此案增加噱頭，非常不應該」。

### 未经核实报道“可疑美国海鲜”新闻
2021年9月，有网友发现《环球时报》所撰写的《重大线索!华南海鲜市场疫情前收到可疑美国海鲜》实际上采用了一个2021年9月14日所注册的个人公众号作为消息来源，并没有记者实地调查与核实。

### 美军通话记录里假新闻
2021年10月《环球时报》发表文章《以色列暗网情报：美士兵通话记录里发现真相——美国科学家研究并泄漏了新冠病毒。实际上仅仅引用了一个人推特账号就认定其为以色列情报官员，并未调查核实，且此账号曾经发布过中文内容。

### 对台湾发出纳粹最终解决警告
2021年10月12日，环球网英文版在一篇推文中说：「无论台湾问题的最终解决方案（the final solution of Taiwan question）是否和平，台湾分裂主义者将会收到审判、谴责以及惩罚。」其中“最终解决方案”是纳粹德国在第二次世界大战期间对犹太人实施种族灭绝的方案。德国议员、外交委员会委员Frank Müller-Rosentritt评论称，“如果中国（中华人民共和国）的宣传媒体使用带有历史色彩的词汇，那么有鉴于我们的历史背景，我们所有的警钟都应该敲响”。以色列中国媒体中心创始主任Alexander Pevzner指出，《环球时报》经常使用“煽动性的言辞”。

### 立陶宛首都文章问题
2021年11月25日，《环球时报》发表文章《立陶宛首都是白俄罗斯领土？这个主张我们可以支持！》，文内提到“明道加斯的事迹大多来自于上世纪90年代立陶宛一个历史学家的“成果”，当时正值苏东剧变、立陶宛独立，历史“成果”掺了多少历史，可想而知”。

### 捏造全球伊玛目理事会的采访内容
2022年2月1日，全球伊玛目理事会就《环球时报》于1月28日发表的标题为“抵制冬奥的组织：我们被“世维会”骗了”文章发表声明，谴责《环球时报》“编造谎言”，试图“转移公众对北京侵犯人权行为的注意力”。全球伊玛目理会发表公告否认有宗教领袖反对签署抵制北京奥运会声明的说法，并披露北京政府通过其驻外使节向该理事会的两名伊玛目施压。最后重申，没有任何伊玛目或成员向《环球时报》或任何其他记者提供过「采访」。

### 对美国枪击案的胡乱推测
2022年5月15日，美国纽约州的布法罗市发生了一起白人18岁男子Payton Gendron的枪击案。《环球时报》以“美国媒体大概率不会报道这件事，但我们必须指出来”为标题，指出凶手曾经发布一张胸前画有新纳粹主义标志“黑太阳”的图片。但是“黑太阳”标志是纳粹分子希姆莱所发明，而《环球时报》却将此案毫无证据地归结给曾经使用过黑太阳标志作为旗帜符号的乌克兰亚速团。

### 虚假报道布鲁塞尔反北约游行
2022年6月22日，《环球时报》透过其英文推特账号发布题为“比利时抗议者挤满布鲁塞尔街道，俄媒：有人喊'阻止北约'！”的视频与报道的推文。经查证，该游行实为比利时多家工会联合发动的示威活动，目的为反对高昂的生活费用，与北约或乌克兰沒有任何关系。欧洲议会议员Samuel Cogolati谴责《环球时报》的虚假报道行为。比利时外交部和比利时驻华使馆更在其推特和新浪微博上发布该推文被打上红色交叉的截图，并称这是虚假新闻。

### 文章遭韩国大使馆抗议
2023年5月5日，韩国驻中大使馆就韩国总统尹锡悦访问美国期间，连遭《环时时报》在中英文版发文批判表达抗议。韩国驻中大使馆发函批评，《环时时报》相关社评以偏颇的视角和煽动性、刺激性的失当措辞，对韩国元首和韩国政府追求地区和平稳定的外交政策进行了毫无客观依据的一股脑贬低，对此表示强烈遗憾，并敦促涉案媒体采取措施避免类似情况再次发生。韩国大使馆指责，该报以低俗到难以启齿的表达方式，无端指责韩国元首，甚至令人怀疑这还能否称得上是有体面的媒体发布的稿件。韩国大使馆也指出，若韩国媒体以同样的方式连日刊文指责中国领导人，中国人民又会作何感想，奉劝其将心比心，慎重地换位思考。

### 剪辑乌克兰总统与美国议员发言争议
2023年5月27日，《环球时报》发表题为《美议员称“俄罗斯人正在死亡”所以援乌成功，网友：美政策真面目》的报道，报道中根据英国《太阳报》发布的视频且将《今日俄罗斯》作为第二消息来源，阐述在会晤中格雷厄姆告诉泽连斯基，“俄罗斯人正在死亡，我们从未这么成功地花过钱”一事，并搭配短视频。RFA旗下的亚洲事实查核实验室检查完整影片后发现，格雷厄姆表达"我们还从未有这样成功的花过钱"是回应泽伦斯基感谢美国的援助。至于"俄罗斯人将会死去"一说，则是回应泽伦斯基表达乌克兰会为自由奋战至最后一刻的说法，两者并无关联，流传的影片是经剪辑和拼接的结果，并标签其报道为移花接木。